# Phước Mỹ (Quảng Nam)
Phước Mỹ is een xã in het district Phước Sơn, een van de districten in de Vietnamese provincie Quảng Nam. Phước Mỹ heeft ruim 1100 inwoners op een oppervlakte van 122,6 km².

## Geografie en topografie
Phước Mỹ grenst in het zuiden en in het westen aan de huyện Đắk Glei in de provincie Kon Tum. De xã's in Đắk Glei die aan Phước Mỹ grenzen, zijn Đăk Plô en Đắk Man. De xã's die in Phước Sơn aan Phước Mỹ grenzen zijn Phước Năng, Phước Chánh en Phước Công.

## Verkeer en vervoer
Een belangrijke verkeersader is de Quốc lộ 14. Deze weg verbindt de Quốc lộ 9 met de Quốc lộ 13 en gaat door de provincies Quảng Trị, Huế, Quảng Nam, Kon Tum, Gia Lai, Đắk Lắk, Đắk Nông và Bình Phước. De weg is ter plekke een onderdeel van de Ho Chi Minh-weg.